# Den Røde Cottage

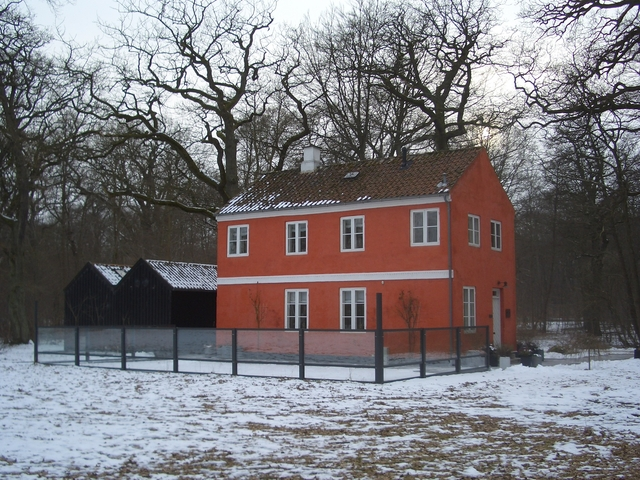
Während im Cottage serviert wird, wird im Holzanbau gekocht.

Den Røde Cottage ist ein Restaurant in Klampenborg, Dänemark. Unter der Leitung von den Chefköchen Anita Klemensen und Lars Thomsen ist es 2012 vom Guide Michelin mit einem Stern ausgezeichnet worden, diesen trug es bis zu seiner Schließung am 20. Dezember 2017. Am 10. März 2018 wurde es, nun unter der Leitung von Simon Lerche, wiedereröffnet.

## Restaurant

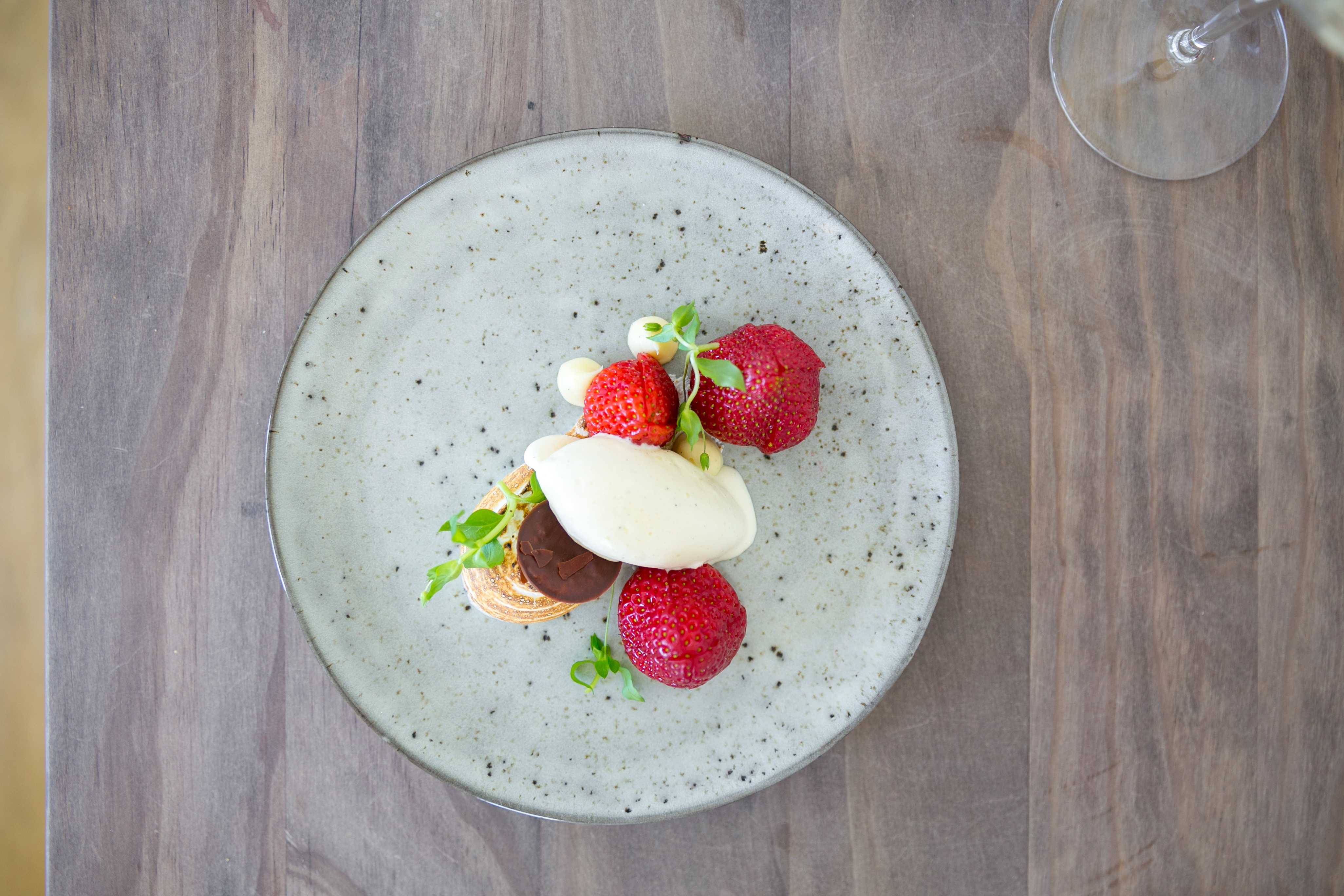
Dessert mit Erdbeeren in Den Gule Cottage 2015

Klemensen war für fünf Jahre Chefkoch im 1. th, ehe sie am 17. Mai 2010 gemeinsam mit Lars Thomsen und Anders Wulff-Sørensen, ihren Souschefs im 1.th, die Restaurants Den Røde Cottage und Den Gule Cottage eröffnete, wovon ersteres als „gourmet restaurant“ bezeichnet wird. Zunächst war Lars Thomsen Chefkoch im Røde Cottage und im bistroähnlichen Gule Cottage Anders Wulff-Sørensen, während Klemensen für beide zuständig war und sich vor allem der Kuchen und Desserts annahm, mittlerweile arbeitet Wulff-Sørensen jedoch in einem anderen Restaurant. Investor der Cottage-Restaurants war der Besitzer des FC Nordsjællands Allan Kim Pedersen.
Im 1. th habe Klemensen die strikte Menüfolge für Wochen gelangweilt, weshalb sie gern etwas eigenes machen wollte. Im Røde Cottage gab es trotz des größeren Arbeitsaufwandes keine strenge Menüfolge. Die Speisekarte wurde jeden Monat gewechselt.
Die Küche der Cottages widmete sich der Neuen Nordischen Küche und verwendete viele Zutaten aus den Wäldern der Umgebung. Ebenso verwendete sie jahreszeitenübliche Zutaten und servierte sie in einem natürlichen Zustand. Klemensen meint: „[...] jeg gider ikke en rødbede, der ligner et æble“ ([...] ich kann es nicht leiden, wenn eine Rote Beete wie ein Apfel aussieht). Außerdem sollte man sich durch die Mahlzeit beißen können, so dass es auf die Konsistenz genauso wie auf den Geschmack ankomme.
Nach der Schließung am 20. Dezember 2017, wurde es am 10. März, nun unter der Leitung von Simon Lerche, wiedereröffnet.

## Gebäude

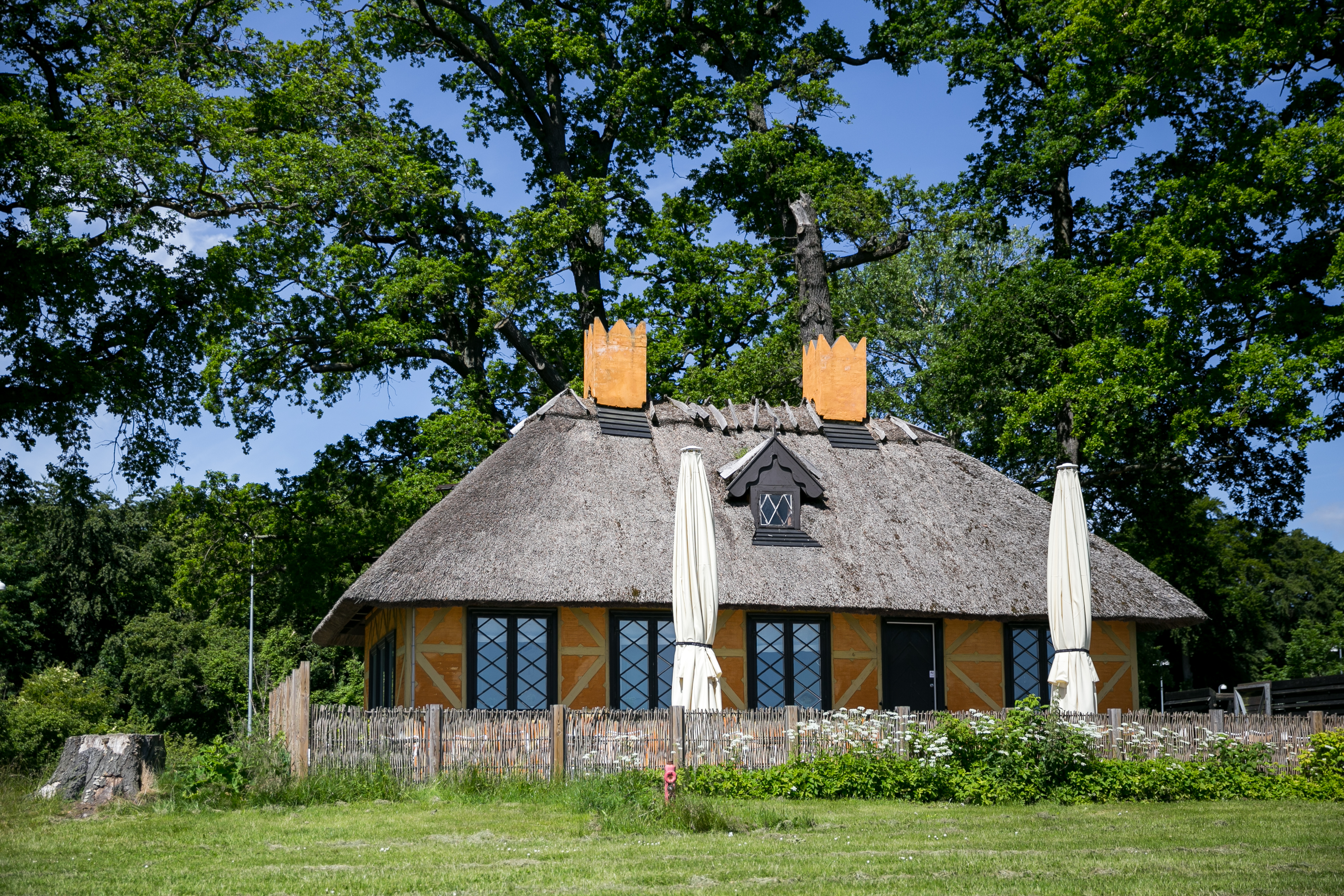
Den Gule Cottage, 2015

Das rote gestrichene Gebäude wurde 1844 ebenso wie das gelbe, wenige Meter entfernt liegende, vom Architekten Gottlieb Bindesbøll (1800–1856) entworfen. Ursprünglich gehören sie zu seinem Projekt für die Klampenborg Kur- og Søbadeanstalt. Diese Cottages waren als Ferienwohnungen für die Badegäste gedacht und waren mit Ausnahme des Roten Fachwerkbauten. Bei Den Røde Cottage handelt es sich hingegen um das einstige Küchengebäude. 1937, nachdem die alte Kuranstalt zum Bellevue Strandbad geworden war, gelangte das Backsteingebäude in staatlichen Besitz und wurde zunächst als Waldarbeiterunterkunft genutzt.
1979 ist es als Werk Bindesbølls, der auch Architekt des Thorvaldsens Museum in Kopenhagen gewesen war, unter Denkmalschutz gestellt worden. Seit 1996 wird es als Restaurant betrieben.